# Mouchli
Mouchli (en griego: Μουχλί) fue una ciudad y castillo bizantino en la llanura de Tegea, en el Peloponeso, Grecia. Se encontraba en el límite de la cuenca del Partenio, entre la llanura de Tegea y la Argólida.  A principios del siglo XIV, tras la caída de Nikli, la sede del obispado de Morea se trasladó de Nikli a Mouchli. Mouchli cayó ante las fuerzas de Mehmed II en la década de 1460, tras la caída de las últimas defensas bizantinas en esta parte del Peloponeso. Tras la conquista, perdió gran parte de su importancia y fue abandonada.